# Parepisparis virgatus
Parepisparis virgatus är en fjärilsart som beskrevs av Malcolm J. Scoble och Edwards. Parepisparis virgatus ingår i släktet Parepisparis och familjen mätare. Inga underarter finns listade i Catalogue of Life.

## Bildgalleri

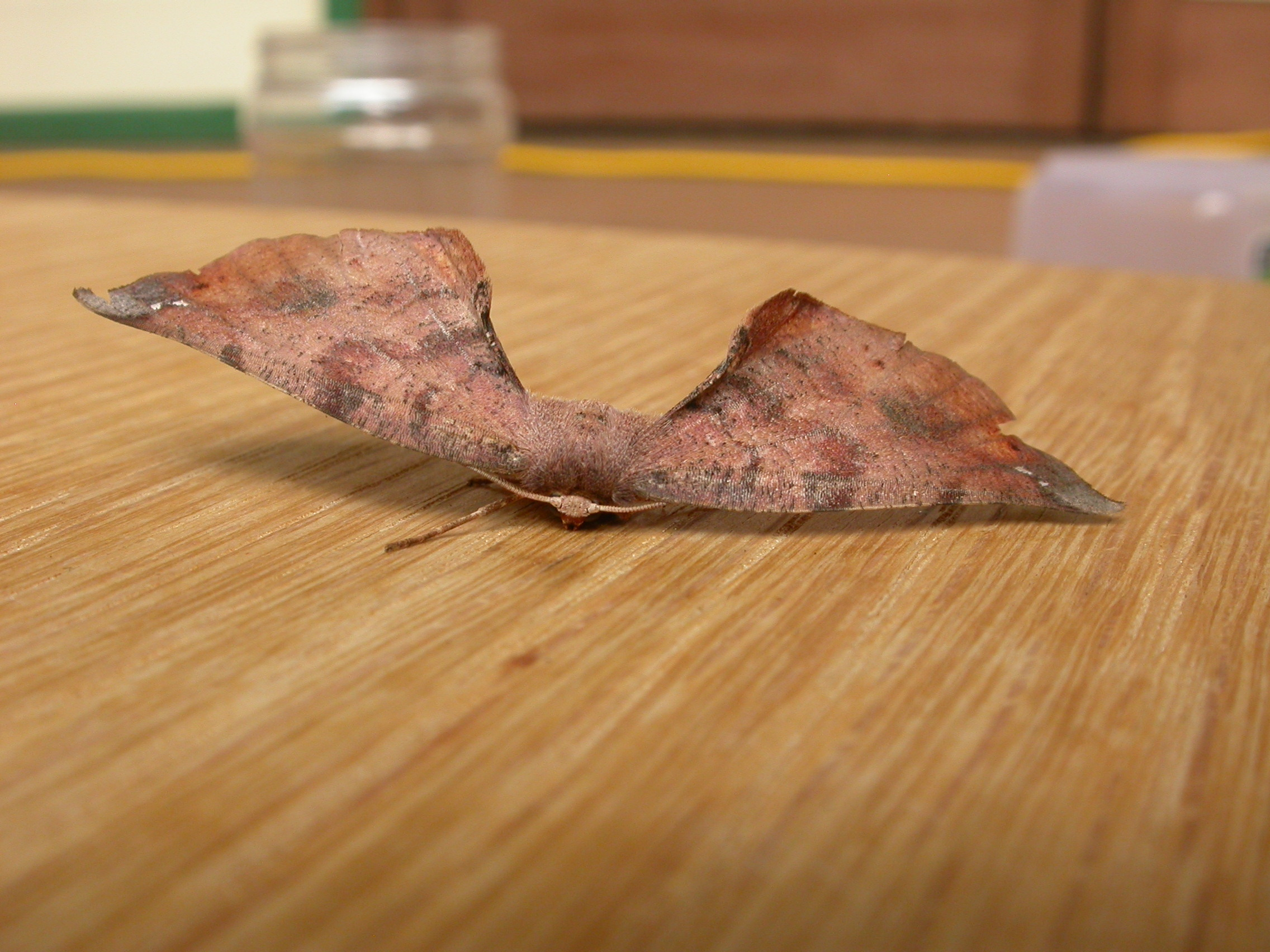